# 10 000 mètres masculin aux championnats du monde d'athlétisme 2005
Navigation
Paris 2003 Osaka 2007
L'épreuve du 10 000 mètres masculin des championnats du monde d'athlétisme 2005 s'est déroulée le 8 août 2005 dans le Stade olympique d'Helsinki, en Finlande. Elle est remportée par l'Éthiopien Kenenisa Bekele.

## Résultats

### Finale
| Rang               | Athlète                   | Pays       | Temps          | Notes |
| ------------------ | ------------------------- | ---------- | -------------- | ----- |
| Médaille d'or      | Kenenisa Bekele           | Éthiopie   | 27 min 08 s 33 |       |
| Médaille d'argent  | Sileshi Sihine            | Éthiopie   | 27 min 08 s 87 |       |
| Médaille de bronze | Moses Mosop               | Kenya      | 27 min 08 s 96 | PB    |
| 4                  | Boniface Kiprop Toroitich | Ouganda    | 27 min 10 s 98 | SB    |
| 5                  | Martin Mathathi           | Kenya      | 27 min 12 s 51 |       |
| 6                  | Zersenay Tadese           | Érythrée   | 27 min 12 s 82 | NR    |
| 7                  | Abebe Dinkesa             | Éthiopie   | 27 min 13 s 09 |       |
| 8                  | Abderrahim Goumri         | Maroc      | 27 min 14 s 64 |       |
| 9                  | Nicholas Kemboi           | Qatar      | 27 min 16 s 22 | SB    |
| 10                 | Juan Carlos de la Ossa    | Espagne    | 27 min 33 s 42 |       |
| 11                 | Yonas Kifle               | Érythrée   | 27 min 35 s 72 | PB    |
| 12                 | Charles Kamathi           | Kenya      | 27 min 37 s 82 |       |
| 13                 | Abdihakem Abdirahman      | États-Unis | 27 min 52 s 01 |       |
| 14                 | Christian Belz            | Suisse     | 27 min 53 s 16 | NR    |
| 15                 | Gebregziabher Gebremariam | Éthiopie   | 27 min 53 s 19 |       |
| 16                 | Sultan Khamis Zaman       | Qatar      | 27 min 53 s 33 |       |
| 17                 | Dieudonné Disi            | Rwanda     | 27 min 53 s 51 | PB    |
| 18                 | John Yuda Msuri           | Tanzanie   | 27 min 57 s 31 |       |
| 19                 | Yu Mitsuya                | Japon      | 27 min 57 s 67 |       |
| 20                 | Mohammed Amyn             | Maroc      | 28 min 12 s 59 |       |
| 21                 | Khalid El Aamri           | Maroc      | 28 min 37 s 72 |       |
| 22                 | Terukazu Omori            | Japon      | 28 min 59 s 46 |       |
| —                  | Mebrahtom Keflezighi      | États-Unis | DNF            |       |

## Légende
Records et Performances
- AR : Record continental (area record)
- CR : Record des championnats (championship record)
- MR : Record du meeting (meet record)
- NR : Record national (national record)
- OR : Record olympique (olympic record)
- PR : Record paralympique (paralympic record)
- PB : Record personnel (personal best)
- SB : Meilleure performance personnelle de la saison (season's best)
- WL : Meilleure performance mondiale de l'année (world leader)
- WJR : Record du monde junior (world junior record)
- WR : Record du monde (world record)

Circonstances et Conditions
- DNF : N'a pas terminé (did not finish)
- DNS : N'a pas pris le départ (did not start)
- DQ : Disqualification (disqualification)
- NM : Aucun essai valable enregistré (No Mark)
- Q : Qualifié « directement » au prochain tour (ou à la prochaine compétition), lors d'une compétition majeure, grâce au classement ou à la réalisation des minima (automatic qualifier)
- q : Qualifié au prochain tour (ou à la prochaine compétition), lors d'une compétition majeure, grâce au repêchage ou à la réalisation de l'une des meilleures performances parmi celles des « non qualifiés directement » (grâce au meilleur temps ou à la meilleure distance par exemple) (secondary qualifier)